# Тиран-карлик амазонійський
Тиран-карлик амазонійський (Ornithion inerme) — вид горобцеподібних птахів родини тиранових (Tyrannidae). Мешкає в Південній Америці.

## Поширення і екологія
Амазонійські тирани-карлики мешкають в східній і південно-східній Колумбії, східній і південно-східній Венесуелі, в Гаяні, Суринамі, Французькій Гвіані, східному Еквадорі, східному Перу, північній Болівії та в північній, західній і центральній Бразилії (від Амазонаса до Пари і Мараньяну). Ізольована популяція мешкає на східному узбережжі Бразилії (від Алагоаса до Ріо-де-Жанейро). Вони живуть у вологих рівнинних тропічних лісах Амазонії та в бразильському атлантичному лісі, а також в сухих тропічних лісах і чагарникових заростях та в заболочених лісах. Зустрічаються на висоті до 1200 м над рівнем моря.